# Prljavo kazalište
Prljavo kazalište est un groupe croate de rock, originaire de Zagreb. Il est très populaire dans la république fédérative socialiste de Yougoslavie puis dans les États qui en sont issus.

## Histoire
Le groupe Prljavo kazalište se forme en 1977 à Zagreb, en Croatie (ex-république fédérative socialiste de Yougoslavie).
Le 17 octobre 1989, le groupe donne un grand concert devant près de 250 000 personnes sur la place principale de Zagreb. À la lumière des circonstances politiques dans l'ensemble des pays de l'Est, leur chanson Mojoj majci (À ma mère) frappe particulièrement les personnes s'y trouvant à cause du patriotisme exprimé. L'auteur parle de « dernière rose de Croatie » pour désigner sa mère.
En 1994, Prljavo kazalište reçoit le prix croate de la musique Porin pour cet album, mais aussi dans d'autres catégories. En 1995, le groupe sort un nouvel album live enregistré lors du concert en plein air organisé la veille de Noël au marché de Dolac, intitulé Božićni koncert. Fin 1996, l'album S vremena na vrijeme, à la pochette luxueuse, sort chez Croatia Records, mais il n'apporte pas d'idées nouvelles. Les morceaux enregistrés est mixé et prémastérisé à Londres, au Royaume-Uni, avec l'aide de Zoran Cvetković. L'album comprend une apparition de Mel Gaynor, le batteur de Simple Minds.
En 2005, le groupe sort l'album Moj dom je Hrvatska. En 2008, le groupe sort le double album Tajno ime qui est enregistré aux Metalworks Studios à Mississauga, Ontario. L'année suivante, une compilation d'enregistrements live Best of Live et un album live sur DVD XXX godina live, célébrant leur 30e anniversaire.
En 2012, le groupe sort l'album Možda dogodine sur lequel apparaît en invité Davorin Bogović. En 2014, Prljavo kazalište sort le single Tamni slapovi.
En 2022, Houra et Fileš entrent en désaccord, ce qui conduit Fileš à essayer en vain d'interdire légalement à Houra et Bodalec de se produire sous le nom de Prljavo Kazalište. En 2023, Fileš fonde un nouveau groupe avec Bogović, également nommé Prljavo kazalište,. Le 22 septembre 2023, les Prljavo Kazalište de Fileš et Bogović sortent leur premier album Underground, qui reçoit de mauvaises critiques.

## Membres

### Membres actuels
- Jasenko Houra - guitare, chant
- Mladen Bodalec - chant
- Tihomir Fileš - batterie
- Jurica Leikauff - synthétiseur
- Mario Zidar - guitare
- Dubravko Vorih - guitare basse

### Anciens membres
- Zoran Cvetković - guitare (1977–1979)
- Davorin Bogović- chant (1977–1981, 1983–1985)
- Marijan Brkić - guitare (1979–1989)
- Mladen Roško - synthétiseur (1989)
- Damir Lipošek - guitare (1989–2001)
- Fedor Boić - synthétiseur (1993–2001)

## Discographie

### Albums studio
- 1979 : Prljavo Kazalište
- 1980 : Crno bijeli svijet
- 1980 : Heroj ulice
- 1983 : Korak do sna
- 1985 : Zlatne godine
- 1988 : Zaustavite zemlju
- 1990 : Devedeseta
- 1993 : Lupi petama...
- 1996 : S vremena na vrijeme
- 1998 : Dani ponosa i slave
- 2003 : Radio Dubrava
- 2005 : Moj dom je Hrvatska
- 2008 : Tajno Ime
- 2012 : Možda dogodine

### Singles
- 1978 : Televizori
- 1979 : Moj je otac bio u ratu

### Compilations
- 1989 : Sve je lako kad si mlad - Live
- 1994 : Zabranjeni Koncert
- 1995 : Božićni Koncert 27.12.1994
- 2019 : XL World Tour Finale - Stadion Zagreb
- 2020 : 30 Godina od Koncerta na trgu - Arena Zagreb

## Filmographie
- Voljenom gradu, Suzy, 1989
- Koncert u HNK, CBS, 1993
- Božićni koncert, CBS, 1995
- Na trgu, Dallas Records, 2003
- Best of - live, Dallas Records, 2009

## Distinctions
- Porin 1994 : album de l'année
- Porin 1998 : meilleur album de rock
- Porin 1999 : meilleur album de rock